# 小行星1833
小行星1833（1833 Shmakova）是一颗围绕太阳公转的小行星。1969年8月11日，柳德米拉·切爾尼赫在克里米亚发现了此天体。
該小行星以蘇聯天文學家瑪麗娜·瓦倫蒂諾夫娜·什馬科娃（Marina Valentinovna Shmakova）命名。
这颗小行星的绝对星等为152.93556等。